# Icesave
Icesave war eine isländische Online-Bank mit Sparangeboten in Großbritannien und den Niederlanden. Sie musste aufgrund der isländischen Finanzkrise am 7. Oktober 2008 Insolvenz anmelden und wurde unter die Insolvenzverwaltung der isländischen Finanzaufsicht gestellt. Icesave gehörte zur größten isländischen Bank Landsbanki.

## Icesave vor dem Zusammenbruch
Icesave arbeitete in zwei Ländern, in Großbritannien (seit Oktober 2006) und den Niederlanden (seit Mai 2008).
In Großbritannien hatte Icesave drei Typen von Sparangeboten angeboten: ein normales Kontokorrent, ein Individual Savings Account (eine steuerlich privilegierte britische Form des Kontokorrent), und Obligationen. Der Zinssatz für diese Konten lag bei über 6 %. Als die Bank zusammenbrach, zählte sie in Großbritannien über 300.000 Kunden mit Guthaben in Höhe von insgesamt 4 Milliarden £ (umgerechnet 5 Milliarden €).
In den Niederlanden bot Icesave zunächst Konten mit 5,0 % Zinsen an, die später auf 5,25 % erhöht wurden. In den fünf Monaten, in denen Icesave in den Niederlanden tätig war, gewann die Bank mehr als 125.000 Kunden, die zusammen 1,7 Milliarden Euro einzahlten.
Icesave gehörte den EU-Regelungen entsprechend dem isländischen Einlagensicherungsfonds Tryggingarsjóður an; der Zielwert von 20.000 Euro Sicherung pro Einlage war eine Voraussetzung, um in der EU eine Bank zu eröffnen. Aufgrund der Beschränkung auf Island war der Einlagensicherungsfonds jedoch viel zu klein, um sämtliche Ansprüche für 20.000 Euro pro ausländischem Gläubiger abzugelten. Großbritannien und die Niederlande erhöhten im Zuge der Finanzkrise die zusätzliche staatliche Garantie für beliebige Sparguthaben auf 50.000 Pfund (ca. 60.000 €) bzw. auf 100.000 €, um einen Bank Run auf ihre Banken zu verhindern.

## Zusammenbruch und Folgen
Am 7. Oktober 2008 wurde Landsbanki unter Insolvenzverwaltung gestellt. Eine Ankündigung der isländischen Finanzverwaltung sah vor, dass alle inländischen Guthaben garantiert werden. Am 9. Oktober 2008 wurde der isländische Teil der Bank ausgegliedert in die Nýr (= neue) Landsbanki und am 27. Oktober 2008 wurde die Zahlungsunfähigkeit der „Rest-Landsbanki“ erklärt.
Von der Insolvenz der „Rest-Landsbanki“ waren die Icesave-Kunden aus den Niederlanden und aus Großbritannien betroffen.
Am 10. Oktober 2008 entschied das britische Finanzministerium, die Guthaben von Landsbanki, die der Isländischen Zentralbank und der isländischen Regierung, die einen Zusammenhang mit Landsbanki haben könnten, einzufrieren. Dies wurde mit den britischen Antiterrorismusgesetzen begründet. Die britische Regierung gab bekannt, dass sie Island rechtlich verfolgen würde.
Die Verwendung der Antiterrorismusgesetze stieß in Island auf sehr starke emotionale Reaktionen beim Volk, der Presse und der Regierung. Die sowieso schon seit den Kabeljaukriegen angespannte Stimmung zwischen den Ländern erreichte dadurch einen neuen Tiefpunkt.

## Versuche zur Beilegung des Streits
Im Zuge des Antrags auf einen EU-Beitritt und um Zugang zu Hilfsgeldern des Internationalen Währungsfonds zu erhalten, sah die isländische Regierung vor, die ausländischen Icesave-Kunden zu entschädigen. Großbritannien und die Niederlande basierten diese Forderung darauf, dass Island sich als Mitglied des EWR verpflichtet hat, zur Sicherstellung des freien Kapitalverkehrs auf jede „Diskriminierung aufgrund der Staatsangehörigkeit oder des Wohnortes der Parteien oder des Anlageortes“ zu verzichten.
Am 6. Juni 2009 kam es zu einer Einigung zwischen der isländischen Regierung, Großbritannien und den Niederlanden, die eine Rückzahlung zwischen 2017 und 2023 von 3,8 Milliarden Euro und einen Zinssatz von 5,5 % vorsah.
Am 2. September 2009 unterschrieb der isländische Präsident Ólafur Ragnar Grímsson ein Gesetz, das zwar die Rückzahlung von etwa 3,8 Milliarden Euro vorsah, aber einige Modifikationen gegenüber der vorherigen Einigung vornahm. Dieses Gesetz wurde aber von den Niederlanden und von Großbritannien nicht akzeptiert. Daher blockierten sie den Zugang zu IWF-Hilfsgeldern für Island.
Im Dezember 2009, stimmte das Althing, das isländische Parlament, mit 33 zu 30 Stimmen Mehrheit einem neuen „Icesave-Gesetz“ zu, das die Forderungen von Großbritannien und den Niederlanden erfüllte. Das Gesetz implizierte eine Pro-Kopf-Belastung pro Isländer von knapp 11.000 Euro.
Besonders die Bevölkerung hielt wenig von dem Gesetz und demonstrierte immer wieder vor dem isländischen Parlament und dem Präsidentensitz, bis Ólafur am Mittag des 5. Januar 2010 schließlich vor die Nation trat und verkündete, dass er ein Veto gegen das „Icesave-Gesetz“ einlege.
Der Staatsminister im britischen Schatzamt Lord Myners sagte zur Entscheidung des Präsidenten, dass das isländische Volk, wenn es gegen das Icesave-Gesetz entscheiden würde, implizieren würde, dass Island nicht Teil des internationalen Finanzsystems sein wollte.
Der niederländische Finanzminister Wouter Bos äußerte, dass die Präsidentenentscheidung nicht akzeptierbar sei und „egal was das Resultat des Referendums sei, Island müsse trotzdem das Geld zurückzahlen“. Der Althing verabschiedete am 8. Januar 2010 eine Resolution, in der ein Referendum spätestens bis zum 6. März des Jahres gefordert wurde. Die Resolution wurde mit 49:0 bei 14 Enthaltungen angenommen. Später wurde der Termin der Volksabstimmung auf den 6. März 2010 festgelegt.
Laut den isländischen Medien wurde die Entscheidung des Präsidenten im Ausland teilweise missverstanden, trotz einer offiziellen Stellungnahme der Regierung, denn es ging nicht um die Rückzahlung als solche, sondern um ein innerstaatliches Gesetz (insb. dessen Modalitäten), über das er durch sein Veto in einem Referendum abstimmen lassen wollte. Der Präsident folgte damit einem Volksbegehren, das etwa 20 % der Isländer unterzeichnet hatten; die isländische Regierung hingegen zeigte sich sehr enttäuscht.

## Politische Folgen für Island
Das Volk stimmte am 6. März 2010 über das Icesave-Gesetz ab, und es blieb abzuwarten, wie das Problem gelöst würde. Norwegen hatte zugesagte Staatshilfen zunächst auf Eis gelegt, der IWF machte die Auszahlung zugesagter Hilfen von Islands Umgang mit dem Streit abhängig. Ihm wurde nun vorgeworfen, er mache sich zum Gerichtsvollzieher von zwischenstaatlichen Forderungen, was nicht seine Aufgabe sei. Ein zunächst befürchteter negativer Einfluss auf einen möglichen EU-Beitritt Islands durch das Vetorecht der Niederlande und Großbritanniens wurde von diesen Ländern offiziell bestritten.

## Abstimmung am 6. März 2010
Die den Abstimmenden vorgelegte Frage lautete:

„Lög nr. 1/2010 kveða á um breytingu á lögum nr. 96/2009, um heimild til handa fjármálaráðherra, fyrir hönd ríkissjóðs, til að ábyrgjast lán Tryggingarsjóðs innstæðueigenda og fjárfesta frá breska og hollenska ríkinu til að standa straum af greiðslum til innstæðueigenda hjá Landsbanka Íslands hf. Alþingi samþykkti lög nr. 1/2010 en forseti synjaði þeim staðfestingar. Eiga lög nr. 1/2010 að halda gildi?“

„Das Gesetz Nr. 1/2010 enthält eine Änderung des Gesetzes Nr. 96/2009. Dieses autorisiert den Finanzminister zu Lasten der Staatskasse, eine staatliche Garantie für die Auslegungen, die durch die Regierungen von Großbritannien und den Niederlanden zu Gunsten des Anlage- und Investment-Garantie-Fonds Islands erfolgt sind, zu geben und ermächtigt ihn, Zahlungen an die Anleger der Landsbanki Íslands hf zu leisten. Der Althing hat das Gesetz angenommen; der Präsident jedoch verweigerte seine Unterschrift darunter. Soll das Gesetz 1/2010 in Kraft treten?“

In der Abstimmung am 6. März 2010 sprach sich eine Mehrheit von 93,2 % der Abstimmenden gegen das Gesetz aus, nur 1,8 % stimmten dafür. Die Wahlbeteiligung betrug 62,7 %.

### Reaktionen
Nach dem Referendum stufte die Ratingagentur Fitch die Bewertung isländischer Staatsanleihen von BBB− auf BB+ in den spekulativen Bereich („Ramschniveau“) herab. Dies bedeutete, dass Island benötigte Kredite auf internationalen Geldmärkten nur zu deutlich ungünstigeren Bedingungen als bisher erhalten würde.
Islands Präsident meinte in einer ersten Stellungnahme:

Es ist ermutigend, dass die britische und die niederländische Regierung in den letzten Wochen eingeräumt haben, dass die Bedingungen der Kreditrückzahlung, über die jetzt das Volk abgestimmt hat, unfair waren, und das ist für sich genommen ein großer Erfolg des Referendums […]; dies ermöglicht uns, die Verhandlungen fortzuführen.

Der britische Schatzkanzler stellte fest

It's not a matter of whether the sum should be paid. There is no question we will get the money back but what I am prepared to do is to talk to Iceland about the terms and conditions of the repayment.

„Es geht nicht darum, ob die Summe bezahlt werden soll. Es steht außer Frage, dass wir die Summe zurückbekommen werden; aber ich bereite mich darauf vor, mit Island über die Umstände und Bedingungen der Rückzahlung zu verhandeln.“

Darauf angesprochen, wie lange es wohl dauern würde, bis Island seine Schulden komplett zurückgezahlt hätte, sagte der Schatzkanzler: „many, many years“ („viele, viele Jahre“).

## Zweite Abstimmung am 9. April 2011
Nach dem Referendum begannen neue Verhandlungen. Am 16. Februar 2011 stimmte das isländische Parlament einer Vereinbarung zu, die die Rückzahlung von 3,8 Milliarden Euro zwischen 2016 und 2046 (statt zuvor 2023) zu einem festen Zinssatz von 3 % (statt 5,5 %) vorsah. Zudem sollte die jährliche Tilgungssumme 5 % der Staatseinkünfte nicht überschreiten. Das Parlament nahm das Paket über Koalitionsgrenzen hinweg zu 70 % an. Auch jetzt verwehrte der Staatspräsident seine Unterschrift und setzte stattdessen eine erneute Volksabstimmung an.
In der Volksabstimmung vom 9. April 2011 lehnten die Wähler die Schuldenrückzahlungen des Staates für Icesave mit 57 % der Stimmen abermals ab. Ministerpräsidentin Jóhanna Sigurðardóttir sagte zu dem Ergebnis, es sei der „denkbar schlechteste Ausgang“; sie sprach von einem „Schock“ für die Regierung und auch für das Parlament. Der englische Minister Danny Alexander erklärte, dass nun die Gerichte zu entscheiden hätten. Der niederländische Finanzminister Jan-Kees de Jager sagte, dass die Zeit für Verhandlungen abgelaufen sei.
Am 28. Januar 2013 wurde die Klage der EFTA-Überwachungsbehörde durch den Gerichtshof der Europäischen Freihandelszone EFTA in Luxemburg abgewiesen.